# Touloma
La Touloma (en russe : Тулома) est un  fleuve côtier de Russie qui coule dans la péninsule de Kola (dans le nord de l'oblast de Mourmansk). 

## Géographie
Long de 64 kilomètres, le fleuve draine un bassin de 21 500 km2, c'est-à-dire une superficie équivalente à la moitié du territoire de la Suisse.
La Touloma est l'émissaire du lac Notozero (Нотозеро), dont la superficie est de 78,9 km2. Le fleuve est formé par la confluence des rivières Lotta (ou Lutto) et Nota, qui prennent toutes deux naissance en Finlande, dans les montagnes Saariselkä, dans l'est de la Laponie, dans la région du parc national Urho Kekkonen. L'union des deux rivières-source s'effectue au niveau du lac Notozero. Lorsque le barrage Verkhnetoulomskaïa (Верхнетуломская ГЭС) fut construit (dans les années 1960), le lac Notozero fut submergé et devint une partie du vaste réservoir Verkhnetoulomskoïe, lequel s'étend désormais sur quelque 745 km2.
La Touloma coule dès sa naissance du sud-ouest vers le nord-est, en direction de la mer de Barents. Elle se jette dans la baie de Kola qui constitue en fait son estuaire, au sud de la ville de Mourmansk, à 1 500 mètres seulement de l'embouchure de la Kola.

## Illustrations

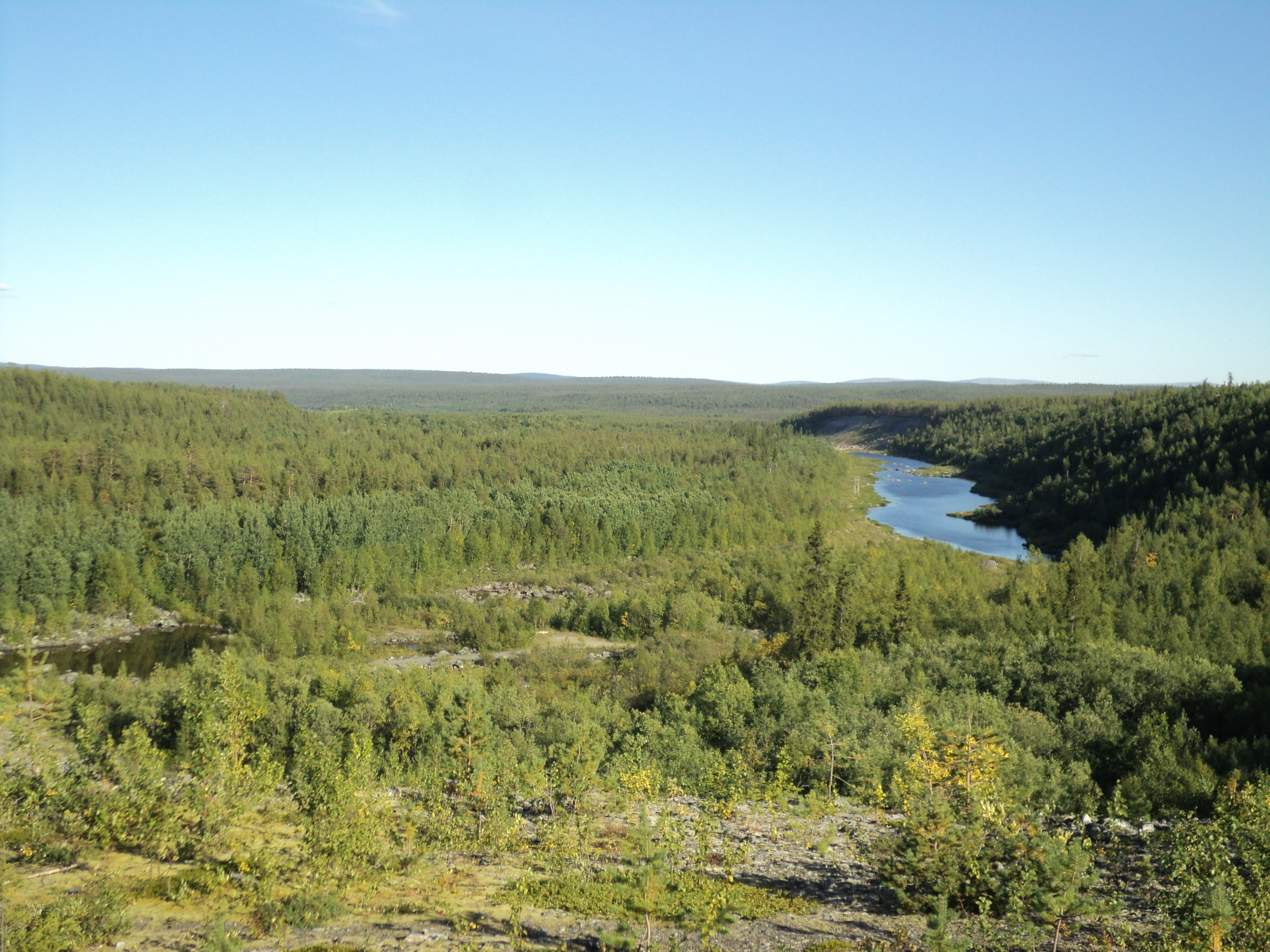
Vue de la vallée de la Touloma
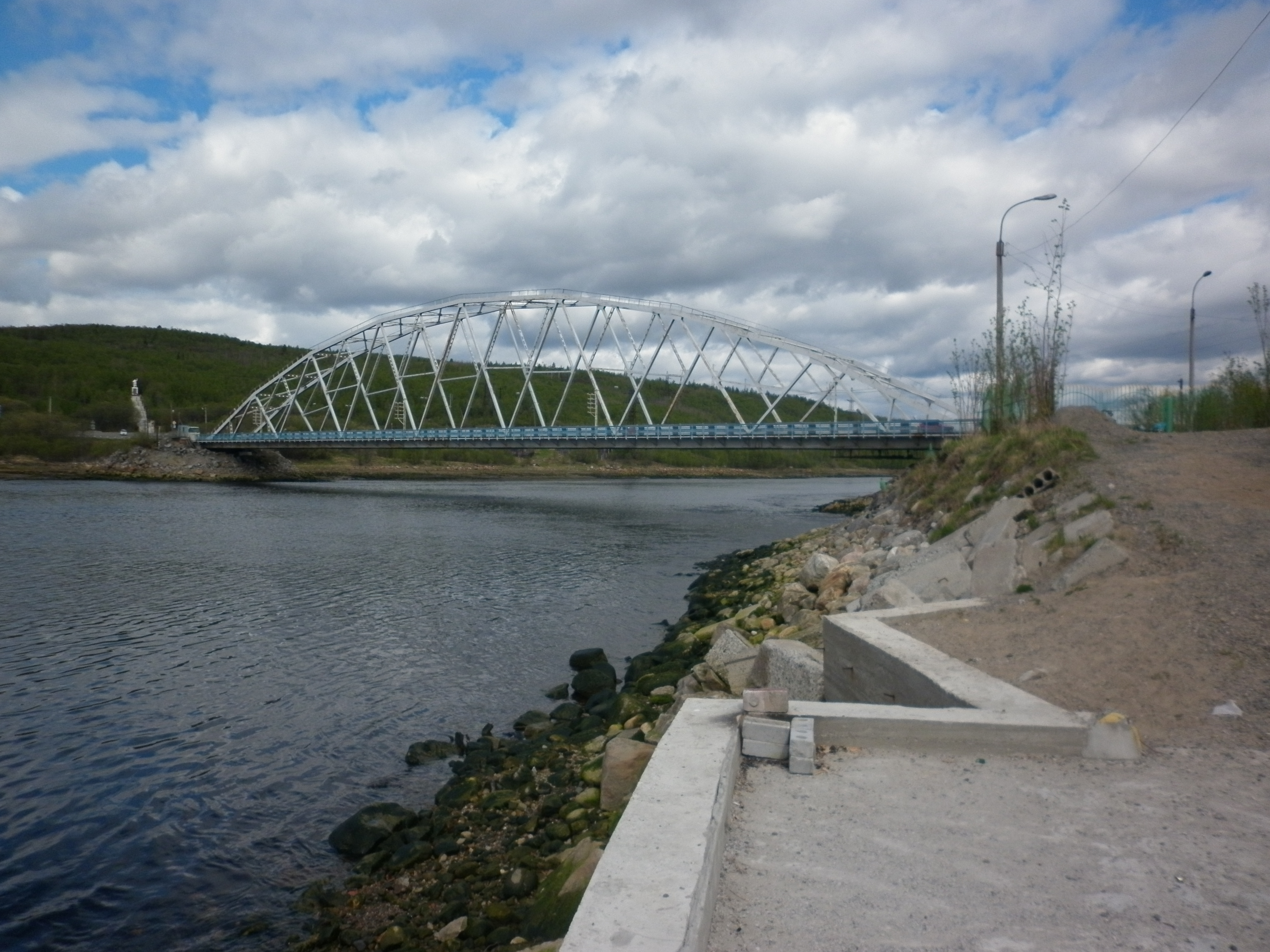
Pont métallique au-dessus de la Touloma, près de Kola

## Affluents
Du fait de sa faible longueur, le fleuve ne compte que peu d'affluents :
- la Lotta - ou Lutto - (rive gauche)
- la Nota (rive droite)
- la Petcha (rive droite)
- la Chovna

## Les centrales hydroélectriques
Deux barrages ont été construits sur la Touloma. Le barrage de la Touloma inférieure (Нижнетуломская ГЭС) fut achevé en 1938, et est situé au niveau de la ville de Mourmachi, non loin de l'embouchure du fleuve dans le golfe de Kola. La hauteur du barrage est de 19 mètres, et le réservoir résultant s'étend sur 60 kilomètres de long. 
Le second barrage ou barrage de la Touloma supérieure ou Verkhnetoulomskaïa GES (Верхнетуломская ГЭС), de loin le plus important fut achevé en 1966 à Verkhnetoulomski, 60 km en amont du précédent. La digue est haute de 62 mètres et fut construite un peu en aval de la sortie du fleuve hors du lac Notozero. Il a formé un énorme réservoir de 120 km de long et de plus de 20 kilomètres de large, qui a submergé le lac Notozero ainsi que les parties inférieures des vallées de la Lotta et de la Nota. 
Principales caractéristiques des deux centrales :
| Usine hydroélectrique | Années de construction | Hauteur | Puissance     | Production annuelle moy. |
| --------------------- | ---------------------- | ------- | ------------- | ------------------------ |
| Touloma inférieure    | 1934-38                | 19 m    | 56 mégawatts  | 250 000 000 kWh          |
| Touloma supérieur     | 1961-66                | 62 m    | 268 mégawatts | 800 000 000 kWh          |

## Hydrométrie - Les débits mensuels au barrage Verkhnetoulomskaïa GES
La Touloma est un fleuve abondant. Son débit a été observé pendant 57 ans (durant la période 1934-1992) à Verkhnetoulomskaïa GES, barrage construit à 63 kilomètres en amont de son embouchure dans le fjord de Kola. 
Le débit inter annuel moyen ou module observé à Verkhnetoulomskaïa sur cette période était de 192 m3/s pour une surface de drainage de 17 500 km2, soit quelque 81,4 % du bassin versant du fleuve qui en compte 21 500. La lame d'eau écoulée dans ce bassin versant se monte ainsi à 345 millimètres par an, ce qui peut être considéré comme assez élevé, du moins dans le cadre du grand nord russe caractérisé par un écoulement généralement plus modéré. 
Cours d'eau alimenté en grande partie par la fonte des neiges, mais aussi par les pluies d'été et d'automne, la Touloma a un régime pluvio-nival. 
Les hautes eaux se déroulent au printemps, aux mois de mai et de juin, et correspondent au dégel et à la fonte des neiges. En juillet, le débit diminue, et cette baisse se poursuit mais de manière légère en août, puis tout au long du reste de l'été et de l'automne ; durant toute cette saison estivale, le débit reste cependant élevé, ce qui correspond aux précipitations nettement plus abondantes en cette saison. En décembre, le débit baisse à nouveau, ce qui constitue le début de la période des basses eaux. Celle-ci a lieu de décembre à avril inclus, et correspond aux gelées souvent intenses qui s'abattent sur la Laponie. 
Le débit moyen mensuel observé en mars (minimum de l'année) est de 123 m3/s, soit plus de 35 % du débit moyen du mois de juin (339 m3/s), ce qui souligne l'amplitude très modérée des variations saisonnières. Bénéficiant de l'effet régulateur de la grande retenue Verkhnetoulomskoïe (Верхнетуломское водохранилища), le fleuve est en effet bien plus régulier que la Seine à Paris, ou la Tamise à Londres. 
Sur la durée d'observation de 57 ans, le débit mensuel minimal a été de 25,5 m3/s en mars 1942, tandis que le débit mensuel maximal s'élevait à 844 m3/s en mai 1953.
En ce qui concerne la période estivale, libre de glaces (de juin à octobre inclus), le débit mensuel minimal observé a été de 41,7 m3/s en juillet 1970. 